# Rhodostrophia subsanguinea
Rhodostrophia subsanguinea är en fjärilsart som beskrevs av Louis Beethoven Prout 1935. Rhodostrophia subsanguinea ingår i släktet Rhodostrophia och familjen mätare. Inga underarter finns listade.